# Jacques-Charles de Ranchin de Montredon
Jacques-Charles de Ranchin de Montredon, né à Castres le 15 février 1668 et décédé en 1736, est un poète et homme de lettres toulousain.
Il est le fils de Jacques II de Ranchin (1616-1692), conseiller à la Chambre de l'Édit de Castres et membre de l'Académie de Castres et de sa femme Clio de Rossel d'Aubanes. Jacques II de Ranchin est lui-même auteur de poèmes. Il abjure le protestantisme en 1679.
En 1683, alors qu'il est âgé de 15 ans, Jacques-Charles de Ranchin de Montredon remporte le prix de l'Églantine au concours de l'Académie des jeux floraux et publie un recueil de poésie intitulé Le Triomphe de l'églantine aux Jeux Fleureaux, dédié au premier président du Parlement de Toulouse, Gaspard de Fieubet.